# 킬론조붓털쥐
킬론조붓털쥐(Lophuromys kilonzoi)는 쥐과 붓털쥐속에 속하는 설치류이다. 탄자니아의 토착종이다.

## 특징
작은 설치류로 꼬리 길이 50~94mm를 제외한 몸길이는 115~139mm이고, 발 길이는 19.1~23.9mm이다. 귀 길이는 15.5~21.7mm이고, 몸무게는 최대 74g이다. 외형적으로 전체적인 치수가 회색붓털쥐보다 크고 차이가 나며 귀 길이가 아주 크고 발이 짧다. 두개골은 작고 확실히 짧지만 주둥이 부분은 넓다. 광대뼈 판이 더 발달해 있고, 앞니 윗부분은 덜 튼튼하다. 꼬리 길이가 몸길이보다 짧다.

## 분포 및 서식지
탄자니아 북부와 동부 지역의 토착종이다. 케냐와 우삼바라 산맥 경계선을 따라 마감바 지역의 2곳에서만 관찰된다. 해발 1,550m 고도의 숲에서 서식한다.

## 생태
땅 위에서 생활하는 육상성 동물이다.

## 보전 상태
국제 자연 보전 연맹(IUCN)은 노랑반점붓털쥐(L. flavopunctatus)의 이명으로 간주한다.